# Vicke von Behr-Negendanck
Vicke von Behr-Negendanck (* 22. Juli 1949 in Neustadt in Holstein) ist ein deutscher Theologe und der fünfte Erzoberlenker der Christengemeinschaft.

## Leben und Wirken
Von Behr-Negendanck, der aus dem Adelsgeschlecht Behr stammt, absolvierte Studien der Theaterwissenschaft, Volkswirtschaft und evangelischen Theologie an der Albert-Ludwigs-Universität Freiburg und der  Freien Universität Berlin. In seiner Berliner Studienzeit wurde er stark von Helmut Gollwitzer geprägt. 
Nach dem Studium war er als Regieassistent an Theatern in Berlin und Bremen tätig. Ab 1980 absolvierte er eine sozialpädagogische Ausbildung und arbeitete mit straffälligen Jugendlichen.
Durch Lektüre der Bücher von Emil Bock wurde er auf die Anthroposophie und die von Friedrich Rittelmeyer mit Rudolf Steiner ins Leben gerufene Christengemeinschaft aufmerksam. Ab 1987 absolvierte er ein Studium am Priesterseminar der Christengemeinschaft in Stuttgart. 1992 wurde er in Rostock zum Priester geweiht und anschließend mit der geistlichen Betreuung der Gemeinde von Berlin-Wilmersdorf betraut. Ab 2001 wirkte er als Lenker der Christengemeinschaft für Ostdeutschland und ab 2002 war er Mitglied des die Religionsgemeinschaft leitenden Siebenerkreises. Seit 2005 war Vicke von Behr-Negendanck als Nachfolger von Taco Bay der Erzoberlenker der Christengemeinschaft. Er übertrug das Amt des Erzoberlenkers (vergleichbar mit einem Bischof) am 3. Juni 2021 an seinen Nachfolger  João Torunsky.